# Jonas Čepulis
Jonas Čepulis (Joniškėlis, 11 agosto 1939 – Kaunas, 28 maggio 2015) è stato un pugile sovietico, dal 1989 lituano.

## Palmarès

### Olimpiadi
- 1 medaglia:
  - 1 argento (Città del Messico 1968 nei pesi massimi)